# Silvia Soler
Silvia Soler Espinosa es una tenista profesional española nacida el 19 de noviembre de 1987 en Elche, Alicante, España. 
Profesional desde el año 2006, es entrenada por Jerome Adamec. Es diestra y el revés lo ejecuta a dos manos. Juega tanto individuales como dobles. Su mejor ranking individual ha sido el puesto 54, en mayo de 2012. El 24 de mayo de 2014 ocupaba el puesto 118.
En 2014 llegó a la final del torneo WTA de Estrasburgo tras haber jugado la previa. Perdió contra Mónica Puig (Puerto Rico) por 4-6 y 3-6. Ha ganado 4 títulos del circuito ITF (la segunda división del tenis femenino profesional).

## Títulos Circuito WTA (1; 0+1)

### Individuales (0)
| Leyenda                    |
| -------------------------- |
| Grand Slam (0)             |
| Juegos Olímpicos (0)       |
| WTA Tour Championships (0) |
| Premier Mandatory (0)      |
| Premier 5 (0)              |
| Premier (0)                |
| International (0)          |

#### Finalista en individuales (2)
| N.º | Fecha               | Torneo      | Superficie    | Oponente      | Resultado     |
| --- | ------------------- | ----------- | ------------- | ------------- | ------------- |
| 1.  | 24 de mayo de 2014  | Estrasburgo | Tierra batida | Mónica Puig   | 4-6, 3-6      |
| 2.  | 17 de abril de 2016 | Bogotá      | Tierra batida | Irina Falconi | 2-6, 6-2, 4-6 |

### Dobles (1)
| Leyenda                    |
| -------------------------- |
| Grand Slam (0)             |
| Juegos Olímpicos (0)       |
| WTA Tour Championships (0) |
| Premier Mandatory (0)      |
| Premier 5 (0)              |
| Premier (1)                |
| International (0)          |

| N.º | Fecha                | Torneo    | Superficie | Pareja         | Oponentes en la final         | Resultado        |
| --- | -------------------- | --------- | ---------- | -------------- | ----------------------------- | ---------------- |
| 1.  | 23 de agosto de 2014 | New Haven | Dura       | Andreja Klepač | Marina Erakovic Arantxa Parra | 7-5, 4-6, [10-7] |

#### Finalista en dobles (1)
| N.º | Fecha                 | Torneos       | Superficie | Compañera           | Oponentes                                  | Resultado           |
| --- | --------------------- | ------------- | ---------- | ------------------- | ------------------------------------------ | ------------------- |
| 1.  | 24 de febrero de 2014 | Florianópolis | Dura       | Francesca Schiavone | Anabel Medina Garrigues Yaroslava Shvédova | 6-7(1), 6-2, [3-10] |

## Clasificación en torneos del Grand Slam

### Individual
| Torneo                 | 2009 | 2010 | 2011 | 2012 | 2013 | 2014 | 2015 | 2016 | G-P | Títulos |
| ---------------------- | ---- | ---- | ---- | ---- | ---- | ---- | ---- | ---- | --- | ------- |
| Abierto de Australia   | -    | -    | -    | 1R   | 1R   | 1R   | 2R   | -    | 1-4 | 0       |
| Roland Garros          | -    | -    | 2R   | -    | 2R   | 3R   | 2R   | 1R   | 5-4 | 0       |
| Wimbledon              | -    | -    | -    | 2R   | 2R   | 2R   | 2R   |      | 4-4 | 0       |
| Abierto de EE. UU.     | -    | -    | 3R   | 3R   | 1R   | 1R   | -    |      | 4-4 | 0       |
| WTA Tour Championships | -    | -    | -    | -    | -    | -    | -    |      | 0-0 | 0       |

### Dobles
| Torneo                 | 2009 | 2010 | 2011 | 2012 | 2013 | 2014 | 2015 | 2016 | G-P | Títulos |
| ---------------------- | ---- | ---- | ---- | ---- | ---- | ---- | ---- | ---- | --- | ------- |
| Abierto de Australia   | -    | -    | -    | 2R   | CF   | CF   | 3R   | 1R   | 9-5 | 0       |
| Roland Garros          | -    | -    | -    | -    | 1R   | 1R   | CF   |      | 3-3 | 0       |
| Wimbledon              | -    | -    | -    | -    | 3R   | 1R   | 1R   |      | 2-3 | 0       |
| Abierto de EE. UU.     | -    | -    | -    | 2R   | 1R   | 1R   | 1R   |      | 1-4 | 0       |
| WTA Tour Championships | -    | -    | -    | -    | -    | -    | -    |      | 0-0 | 0       |

## Títulos Circuito ITF (5)
- 2007, Beloura-Sintra ITF (Portugal), sobre tierra.
- 2009, Madrid ITF (España), sobre dura.
- 2010, Guecho (España), sobre tierra.
- 2011, Sofía ITF (Bulgaria)), sobre tierra.
- 2016, Roma ITF (Italia).

## Premios, reconocimientos y distinciones
- Finalista como Mejor Deportista Femenina de 2011 en los Premios Deportivos Provinciales de la Diputación de Alicante[3]